# 松笠村
松笠村（まつかさむら）は、島根県飯石郡にあった村。現在の雲南市掛合町松笠にあたる。

## 地理
- 河川：滝谷川[1]

## 歴史
- 1889年（明治22年）4月1日、町村制の施行により、飯石郡松笠村が単独で村制施行し、松笠村が発足[1][2]。
- 1922年（大正11年）松笠村信用組合設立[1]。
- 1951年（昭和26年）4月1日、飯石郡掛合村、多根村と合併し掛合村が存続して廃止された[1][2]。

## 産業
- 農業[1]